# Карл Йозеф фон Гефеле
Карл Йозеф фон Гефеле (нім. Karl Josef von Hefele; 15 березня 1809 — 6 червня 1893) — римо-католицький єпископ, теолог і історик Церкви з Німеччини.

## Життєпис
Гефеле народився в Унтеркохені у Вюртемберзі в родині адміністратора королівського металургійного заводу Вюртемберга. Його мати походила зі службової знаті колишнього князя-пробста Ельвангена Клеменса Венцеслава Саксонського. З 1817 року відвідував гімназію в Ельвангені, а в 1825 року вступив до семінарії в Ехінгені.
У 1827—1832 роках здобув освіту в Тюбінгені, девивчав філософію, філологію та католицьку теологію. 10 серпня 1833 року Гефеле було висвячено на священика. Після різноманітної діяльності, зокрема як вікарій і вчитель середньої школи у 1839 році став ординарним професором історії Церкви та патристики на римо-католицькому богословському факультеті Тюбінгенського університету, працюючи разом з Вільямом Робінсоном Кларком над його головною працею.
З 1842 по 1845 рік він був членом Національних зборів Вюртемберга. У грудні 1869 року був інтронізований єпископом Роттенбурзьким. Це назначення не вплинуло на його літературну діяльність, він залишався активним автором. Серед його численних богословських праць можна згадати видання Апостольських отців, видане в 1839 році; його Життя кардинала Хіменеса, опубліковане в 1844 році як Der Cardinal Ximenes und der kirchlichen Zustände Spaniens am Ende des 15. und am Anfange des 16. Jahrhunderts (англійський переклад Джона Далтона, 1860); і його ще більш знамениту Conciliengeschichte (Історія соборів) у семи томах, які вийшли між 1855 і 1874 роками (англ. пер., 1871, 1882).
Теологічні погляди Гефеле схилялися до більш ліберальної школи в Римо-Католицькій Церкві, але він, попри це, отримав значні знаки прихильності з боку її влади, і був членом комісії, яка здійснювала підготовку до Ватиканського Собору 1870 року. Напередодні цього собору він опублікував у Неаполі свою Causa Honorii Papae, яка мала на меті продемонструвати моральну та історичну неможливість папської непогрішності. Приблизно в той же час він випустив твір німецькою мовою на ту ж тему. Він взяв досить помітну участь у дискусіях на соборі, приєднавшись до Фелікса Дюпанлупа та Жоржа Дарбуа, архієпископа Парижа, у їх опозиції до доктрини непогрішимості та підтримуючи їхні аргументи своїми великими знаннями церковної історії. У попередніх дискусіях він голосував проти оприлюднення догмату. Він був відсутній на важливому засіданні 18 червня 1870 р. і не надіслав своє подання на декрети до 1871 р., коли пояснив у пастирському листі, що догма «посилається лише на доктрину, викладену ex cathedra, і в ній лише на власне визначення, але не на її докази чи пояснення».
У 1872 році він взяв участь у конгресі, скликаному ультрамонтанцями у Фульді, і завдяки своєму розумному використанню тактики мінімізації він утримав свою єпархію від будь-якої участі в старокатолицькому розколі. Останні чотири томи другого видання його Історії соборів були описані як вміло адаптовані до нової ситуації, створеної постановами Ватикану. Протягом пізніх років свого життя він більше не займався літературною діяльністю від імені своєї церкви, а залишився у відносному усамітненні.
Гефеле помер у Роттенбурзі-на-Неккарі.

## Вибрані твори
- Karl Joseph von Hefele (1871). A History of the Councils of the Church: To the close of the Council of Nicea, A.D. 325. T. & T. Clark.
- Karl Joseph von Hefele (1876). A History of the Councils of the Church: A.D. 326 to A.D. 429. T. & T. Clark. ISBN 9780404032609.
- Karl Joseph von Hefele (1883). A History of the Councils of the Church: A.D. 431 to A.D. 451. T. & T. Clark.
- Karl Joseph von Hefele (1895). A History of the Councils of the Church, from the Original Documents. A.D. 451 to A.D. 680. T. & T. Clark. ISBN 9780404032609.
- Karl Joseph von Hefele (1896). A History of the Councils of the Church, from the Original Documents. A.D. 626 to A.D.787. T. & T. Clark. ISBN 9780404032609.